# Władca liczb
Władca liczb – powieść kryminalna autorstwa Marka Krajewskiego, wydana w 2014 roku przez Wydawnictwo Znak. 

## Treść
Podobnie jak w niektórych innych powieściach z cyklu o Edwardzie Popielskim akcja Władcy liczb rozgrywa się na dwóch planach czasowych (w 1956 i 2013 roku) i występuje w niej dwóch głównych bohaterów – Wacław Remus, profesor filozofii Uniwersytetu Wrocławskiego, usiłuje dokończyć prywatne śledztwo, które prowadził jego zmarły ojciec Edward Popielski.
Edward Popielski, dawny komisarz lwowskiej policji, po wojnie pracuje w kancelarii adwokata Aleksandra Becka we Wrocławiu. Pewnego dnia odwiedza go Władysław hrabia Zaranek-Plater, który w związku z kwestiami testamentowymi chce mu powierzyć misję skompromitowania swojego brata Eugeniusza Zaranka-Platera. Ma to związek z zainteresowaniami matematycznymi Eugeniusza Zaranka-Platera oraz trzema podejrzanymi samobójstwami – utonięciami w Odrze.